# Lothar Appler

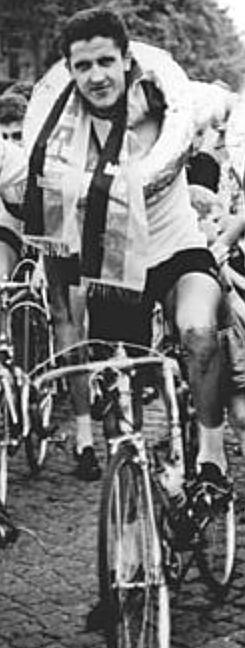
Lothar Appler (1966)

Lothar Appler (* 14. Dezember 1941) ist ein ehemaliger deutscher Radrennfahrer. Er war in den 1960er-Jahren in der DDR erfolgreich.

## Sportkarriere
Appler, von Beruf Schweißer, erzielte seine Erfolge im Straßenradsport. 1957 startete er erstmals in einem Radsportwettbewerb für Tourenfahrer der Berliner Berufsschulen. 1958 begann er in Berlin organisiert Radrennen zu bestreiten und stellte schon in der Jugendklasse mit 70 Siegen sein Können unter Beweis. Mit 19 Jahren war er bereits im Männerbereich erfolgreich. Mit der Vierermannschaft seines Klubs SC Dynamo Berlin gewann er die DDR-Meisterschaft 1961 im Mannschaftsfahren, eine Disziplin, in der er auch 1962, 1963 und 1966 DDR-Meister wurde. Bei den Straßenkriterien Rund um die Solitude in Stuttgart und Rund um die Braunkohle wurde er Zweiter bzw. Dritter. Außerdem absolvierte er mit der Ägypten-Rundfahrt 1961 sein erstes großes Etappenrennen, bei dem er im Gesamtklassement Neunter wurde. Der DDR-Radsportverband nominierte den 1,92 m großen Appler auch für die Straßenweltmeisterschaften 1961, dort schied er jedoch mit zwei weiteren DDR-Fahrern vorzeitig aus. Dagegen trumpfte Appler bei der 1962er Auflage der Ägypten-Rundfahrt groß auf. Nach acht Etappensiegen wurde er souveräner Tourgewinner. Im selben Jahr gewann er das Rennen Berlin-Cottbus-Berlin und Cottbus–Görlitz–Cottbus. Bei Rund um das Muldental war er 1962 erfolgreich. 1963 nahm er zum ersten Mal am Etappenrennen Internationale Friedensfahrt teil. Er gewann eine Etappe und wurde am Ende als Zwölfter drittbester DDR-Fahrer. Insgesamt bestritt Appler vier Friedensfahrten. Es blieb jedoch bei einem Etappensieg, 1964 erreichte er mit dem vierten Platz sein bestes Ergebnis, 1965 musste er wegen Krankheit vorzeitig aufgeben und landete 1966 auf dem 21. Platz. Bei der Straßenweltmeisterschaft im 100-km-Mannschaftsfahren in Köln belegte er mit dem DDR-Vierer den 7. Platz vor dem bundesdeutschen Team.
Im Jahre 1967 wurde Appler infolge einer Disziplinarstrafe seitens des DDR-Radsport-Verbandes aus dem SC Dynamo und der DDR-Nationalmannschaft ausgeschlossen. Ihm war vorgeworfen worden, bei dem Eintagesrennen um den Großen Straßenpreis um den Dynamo-Cup am 8. April 1967 als einer der Wortführer eines „Fahrerstreiks“ vorzeitig ausgestiegen zu sein. Der Hintergrund war, dass die Fahrer der Leistungsklasse I eine Vorgabe gegenüber den anderen Startern aufholen musste. Durch schlechte Rennorganisation wurde die Gruppe um die Auswahlfahrer mehrfach durch geschlossenen Bahnschranken gestoppt, ohne dass die Spitzengruppe neutralisiert wurde. Aus Protest dagegen gaben mehrere Spitzenfahrer daraufhin das Rennen auf. Unter ihnen auch Lothar Appler. Der Radsportverband der DDR reagierte drastisch: Appler (sowie Eberhard Butzke, Kurt Müller und Dieter Vogelsang) wurden aus ihren Sportclubs wegen „unwürdigem Verhalten“ ausgeschlossen. Andere Fahrer wie Dieter Gonschorek und weitere sechs Club-Fahrer erhielten eine sechsmonatige Sperre für Auslandsstarts. Dass man Appler als Initiator der Aufgaben des Rennens betrachtete, wurde ein Jahr später deutlich, als er in einem Artikel des Radsportfachorgans der DDR als „Wortführer der Diziplinlosen“ dargestellt wurde.
Der damals 26-Jährige wechselte daraufhin zur Betriebssportgemeinschaft (BSG) Post Berlin und blieb weiter erfolgreich. In seiner Spezialdisziplin, dem 100-km-Mannschaftsrennen, wurde er mit der Mannschaft der BSG Post 1968 und 1970 DDR-Vizemeister. Außerdem gewann er die Straßenrennen Rund um Berlin (1968) und Berlin–Angermünde–Berlin (1969). 1968 siegte er bei der Rennserie der Woche des internationalen Radsports der DDR.
Appler beendete im Januar 1971 als 29-Jähriger seine Karriere mit dem Sieg bei der Berliner Meisterschaft im Zweier-Mannschaftsfahren an der Seite von Detlef Kudwin auf der Winterbahn in der Werner-Seelenbinder-Halle. Am selben Ort hatte er ebenfalls mit Kudwin als Partner in einem spektakulären Rennen die 1001 Runde vor den Gebrüdern Schneider aus der Schweiz gewonnen. Dieses Rennen galt als eines der stimmungsvollsten Rennen, das die Berliner Winterbahn je erlebt hatte. Für beide Paare gab es minutenlange Ovationen. Nach 1990 startete er ein Comeback, nahm kurzzeitig als C-Amateur an Rundstreckenrennen in Berlin teil und feierte mehrfach Erfolge beim Weltpokal der Senioren seiner Altersklasse im österreichischen St. Johann.
1963 wurde ihm der Vaterländische Verdienstorden in Bronze verliehen.